# Платан Палласа

Платан на гербе Терновки

Платан Палласа является главной достопримечательностью Терновки и изображён на гербе этого села. Обхват 6,60 м, высота около 25 м, возраст более 250 лет. По легенде посажен в конце XVIII века в центре села Терновка академиком Петербургской Академии Наук Петером Симоном Палласом, которому Екатерина II подарила земли в деревне Старые Шули. Растёт возле детского сада по ул. Зелёная, 8-А. Дерево ограждено и имеет информационный знак.